# Герасюта, Николай Фёдорович
Никола́й Фёдорович Герасюта (укр. Микола Федорович Герасюта; 18 декабря 1919, Александрия — 10 апреля 1987) — советский учёный в области прикладной механики, динамики, вычислительной математики, Герой Социалистического Труда (1961), доктор технических наук, профессор (1961), член-корреспондент АН УССР (1967).

## Биография
Николай Герасюта родился 18 декабря 1919 года в городе Александрия.
В 1936 году окончил Александрийскую среднюю школу № 1. В 1941 году окончил физико-математический факультет Одесского государственного университета по специальности «Математика».
С началом Великой Отечественной войны попал на фронт. Прошёл путь от рядового до офицера. Участник обороны Сталинграда. Принимал участие в боях за освобождение Украины, штурме Берлина. Служил в Советской армии до 1947 года.
Работал в ОКБ-1 под руководством С. П. Королёва, где принимал участие в изучении документации на ракету ФАУ-2 (институт «Нордхаузен»). За период работы с 1947 по 1951 год был сначала инженером, потом научным сотрудником. В 1951-1954 годах работал в КБ завода п/я 186 в Днепропетровске, был начальником сектора баллистики, научным руководителем.
Он стоял у истоков КБ «Южное», затем занимал там должности начальника сектора, начальника отдела баллистики (1954—1962), заместителя главного конструктора (М. К. Янгеля) по вопросам баллистики, динамики и систем управления ракет дальнего действия, и ракет-носителей космических аппаратов (1962-1987). Внёс большой вклад в становление КБ как мощного конструкторского предприятия.
Занимался академической деятельностью на кафедре автоматики физико-технического факультета Днепропетровского государственного университета с 1952 по 1985 год. Получил должность профессора за теоретические исследования в 1961 году, был также заведующим кафедры, проводил научные исследования в отрасли ракетостроения.

## Научная деятельность
Под руководством и при его личном участии Николая Фёдоровича Герасюты были разработаны и внедрены методы решения многопараметрических краевых и вариационных задач, связанных с построением оптимальных траекторий движения ракет и космических аппаратов, статистических методов оценки лётно-технических характеристик ракет. Учёный был одним из основных авторов разработки четырёх поколений боевых ракетных комплексов (Р-12, Р-14, Р-16, Р-36, Р-36М) и космических ракет-носителей «Космос», «Циклон», «Зенит».

## Награды
- Герой Социалистического Труда (1961) — за разработку проблем жизнеобеспечения первых космонавтов и успешное возвращение первого космонавта Юрия Гагарина
- два ордена Ленина (25.06.1959, 17.06.1961)
- Могила Н. Ф. Герасюты на Аллее Героев Сурско-Литовского кладбища в Днепреорден Октябрьской Революции (1982)

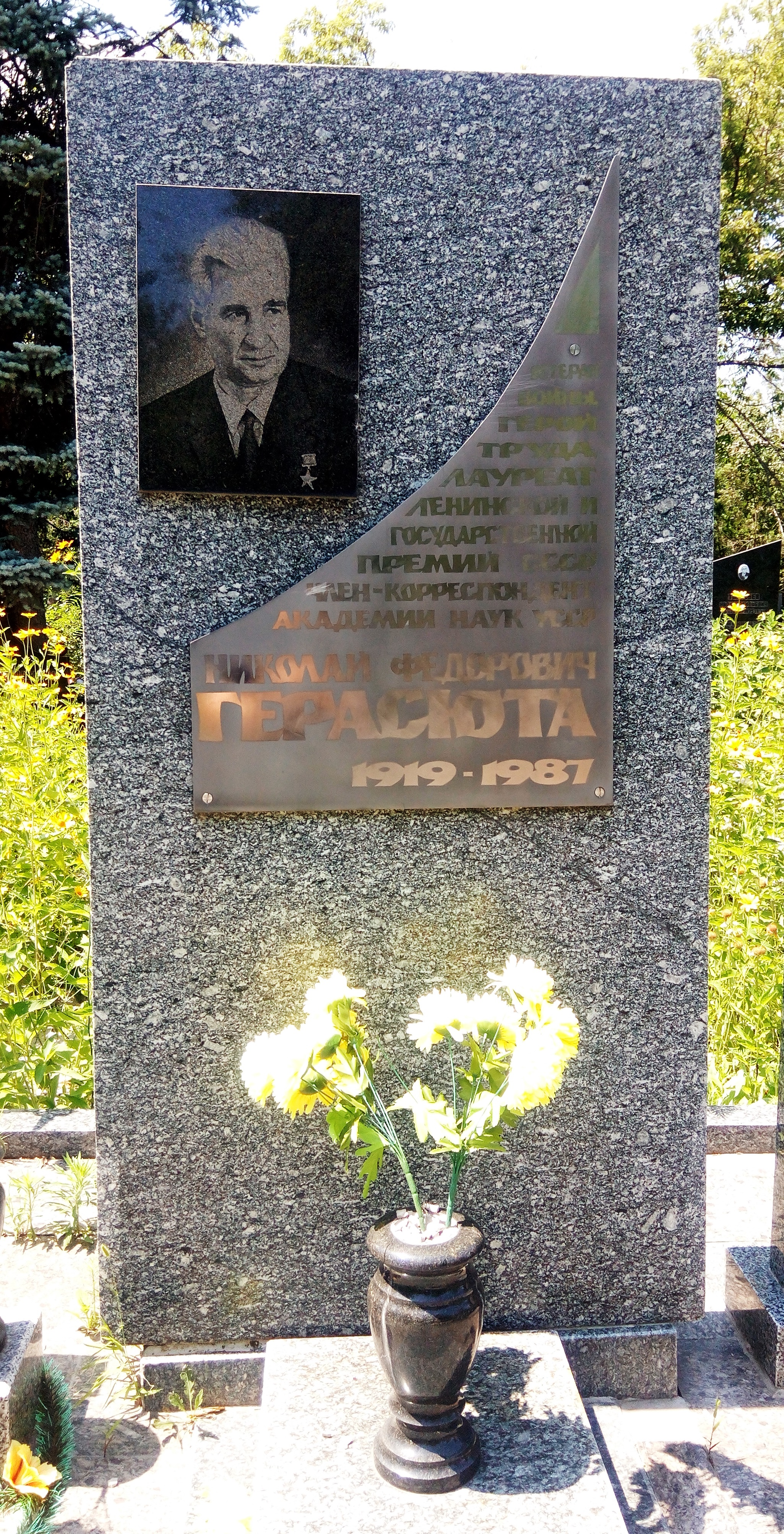
Могила Н. Ф. Герасюты на Аллее Героев Сурско-Литовского кладбища в Днепре

- орден Отечественной войны 1-й степени (11.03.1985)
- орден Красной Звезды (16.02.1945)
- медаль «За отвагу» (1.10.1943)
- медаль «За оборону Сталинграда»
- медаль «За освобождение Варшавы»
- медаль «За взятие Берлина»
- Ленинская премия (1972)
- Государственная премия СССР (1967) — за успешное решение проблем полёта первых космических кораблей

## Память
В 2005 году в вестибюле главного корпуса Одесского национального университета имени И. И. Мечникова была открыта мемориальная доска в память о Н. Ф. Герасюте